# Managua
Managua je glavni grad države Nikaragve, istoimenog departmana i istoimene županije. To je najveći grad po veličini i po broju stanovnika u državi. Smješten je na jugozapadnoj obali jezera Manague. Osnovan je 1819. godine te je trgovački, kulturni i sveučilišni centar. Postao je glavnim gradom 1852. godine i danas ima oko 2,2 milijuna stanovnika, većinski sastavljenog od mestika i bijelaca. Željezničkom prugom i cestama povezan je s lukama na obali Tihog oceana, a u njemu su jake prehrambena, metalna i industrija građevnog materijala te rafinerije nafte.
Grad je stradao od poplave 1876. i od potresa 1931. i 1972. Seizmolzi pretpostavljaju da će ovakvi potresi Managuu pogađati svakih 50 godina ili manje.

## Etimologija
Postoje dvije mogućnosti za porijeklo imena grada: prva je da ime grada potječe od riječi Mana-ahuac što na autohtonom Náhuatl jeziku znači okružen vodom, a druga je iz jezika Mangua u kojemu riječ managua znači "sjetište glavnog čovjeka" ili šefa.

## Pretpovijest
Grad su još u paleozoiku naselili stari Indijanci, dakle već 12.000 godina pr. Kr. Fosilizirani tragovi nađeni su na obalama jezera Managua, a drugi arheološki nalazi, većinom u obliku keramike i skulptura načinjenih od vuklanskih stijena kao one nađene na otoku Zapatera i petroglifi nađeni na otoku Ometepe, pridonose boljem upoznavanju nikaragvanske drevne povijesti.

## Povijest
Napori da se Managua pretvori u glavni grad Nikaragve počinju još 1824. g. nakon što su nacije Središnje Amerike službeno dobile nezavisnost od Španjolske. Prethodno su ulogu glavnog grada izmjenjivali gradovi León (kojeg su držali demokrati) i Granada (kojeg su držali konzervativci), a sjedište Nikaragve kao kompromisno rješenje između dvaju rivala postala je 1852. godine današnja Managua. Nakon toga Managua počinje s ubrzanom urbanizacijom i industrijalizacijom.
Grad je oštećen u poplavama 1876. i 1885, a katastrofalni potres 1931. i veliki požar 1936. razorili su veći dio grada. Grad je kasnije obnovljen tijekom vladanja Anastasia Somoze i njegove obitelji (1936–1979) te uskoro Managua postaje najrazvijenijim gradom Srednje Amerike. 1972. godine Managua je ponovno pretrpjela još jedan razoran potres koji je ovaj put uništio 90% grada, a u njemu je poginulo približno 20.000 ljudi. Grad su još više uništili prirodne katastrofe i građanski rat 1980-tih godina. Somozina vlast je srušena, a demokrati su, nakon pobjede na izborima, ponovno počeli s obnovom grada.

## Ostalo o gradu
Managua ima tropsku klimu s temperaturama ljeti između 28° i 32° C. Okolica grada prepuna je flore i faune, a u gradu dominiraju prizori s grmovima i palmama. Managua je nacionalni grad za kulturu i u njemu su smještena čak 48 sveučilišta i 113 visokih škola. Managua je i sjedište većine nacionalnih tvrtki, a ima ponešto i stranih. On je i turističko središte gdje se nalaze nacionalna palača, muzej, knjižnica, katedrala te ostale razne znamenitosti. Managua ima dosta centara za zabavu, kafića, restorana i noćnih klubova. Također je i sportsko sjedište gdje se nalaze svi jači nikaragvanski klubovi u raznim sportovima.

## Pobratimljeni gradovi
- Amman, Jordan
- Amsterdam, Nizozemska
- Bogotá, Kolumbija
- Caracas, Venezuela
- Curitiba, Brazil
- Guatemala, Gvatemala
- Madison, Wisconsin, SAD
- Madrid, Španjolska[4]
- Manchester, Engleska
- Miami, SAD
- Montélimar, Francuska
- Montreal, Kanada
- Panama City, Panama
- Quito, Ekvador
- Rans, Francuska
- Rio de Janeiro, Brazil
- San José, Kostarika
- Tegucigalpa, Honduras
- San Salvador, El Salvador
- Santiago de Chile, Čile
- Taipei, Tajvan
- La Paz, Bolivija

## Vanjske poveznice
- La Voz del Sandinismo  Arhivirana inačica izvorne stranice od 23. veljače 2011. (Wayback Machine) (šp.)
- Alcaldía de Managua (šp.)
- The Openstreetmap project has partially mapped Managua